# No Line on the Horizon
No Line on the Horizon е дванайсетият студиен албум на ирландската рок група U2, издаден на 27 февруари 2009 г.
Албумът достига до № 1 в класациите на редица държави, сред които САЩ, Великобритания, Аржентина, Ирландия, Канада, Белгия, Австрия, Австралия, Германия, Швейцария, Испания, Сингапур, Мексико, Италия, Унгария, Франция, Финландия, Нова Зеландия и други. До този мемент клипове са заснети единствено към парчетата Get on your bootz и Magnificent